# Sorbus polgariana
Sorbus polgariana är en rosväxtart som beskrevs av C.Németh. Sorbus polgariana ingår i släktet oxlar, och familjen rosväxter. Inga underarter finns listade i Catalogue of Life.